# サカワ
株式会社サカワは、愛媛県東温市に本社を置く黒板メーカー。

## 沿革
- 1635年 - 伊勢桑名藩主松平定行と共に松山藩に転封
- 1868年 - 漆塗業を始める
- 1919年 -
  - 漆技術を生かした新しい黒板を製造販売
  - 「坂和式黒板製作所」を松山市湊町二丁目にて坂和富忠が創業
- 1936年 - 文部省指定を受ける
- 1938年 - 陸軍省指定を受ける
- 1949年 - 松山市北京町一丁目に移転する
- 1957年 - 
  - 通産大臣より日本工業規格（JIS）表示許可を受ける
  - 「合資会社サカワ黒板製作所」に社名変更、坂和眞道社長に就任
- 1969年 - 
  - 新黒板製造ライン及び余戸新工場完成
  - 坂和壽々子社長に就任
- 1974年 - 余戸第二工場完成
- 1976年 - サカワ本社ビル完成
- 1982年 - 
  - 建材部門分離　サカワホーロー建材株式会社設立
- 1986年 - 余戸から移転し、第一工場川内事業所完成
- 1988年 - 
  - 株式会社サカワに社名変更
  - 坂和壽々子社長に就任
- 1990年 -
  - 本社を小坂に移転、サカワステーション70ビル完成（創立70周年記念）
  - サカワコレクション71発表
- 1991年 - 事業拡大のため、広島・東京へ進出
- 1994年 - ボウチュガラスの開発着手
- 1996年 - 愛媛県より、「錆に強い、高耐久性黒板の開発」（アールマックス黒板）の中小企業創造法の認定を受ける
- 1998年 - 資本金30,000千円に増資
- 2000年 - 集成材及び木工事部門拡大
- 2001年 - 愛媛県より、「多機能合わせガラスの開発」（ボウチュガラス）の中小企業創造法の認定を受ける
- 2002年 -
  - 奈良薬師寺平山画伯回廊棟ボウチュガラス御採用、建築完了
  - 愛媛県武道館竣工。集成材及び木工事を行う
- 2003年 - 第１工場を改修し、本社を東温市に移転。第２工場を新設
- 2005年 - 
  - 岡本太郎巨大壁画「明日の神話」解体・梱包にメキシコへボランティア参加
  - 岡本太郎の作品「明日の神話」修復事業に参加し、第２工場を場所提供を行う
  - 社長の喜寿と会社の米寿を記念し、7788会を開催
  - ISO9001取得登録番号JQA-QMA12181
- 2008年 - 
  - カンボジア　サマキ・サカワ小学校建設寄付
  - 東京支店が人形町に開設
- 2009年 - 
  - 電子黒板「しゃべるくん」を販売開始
  - 新ＪＩＳマーク認証取得（ＭＬ0708002）
  - 365日24時間対応サポートセンター開設
- 2010年 - 
  - 木のフォーラム全国大会 サカワ新人賞 特別協賛
  - 第1回教育ITソリューション（教育総合展EDIX/東京ビッグサイト）に出展
  - 東京支店が品川グランドセントラルタワーに移転
  - 90周年記念 ル・コルビュジェ展 特別協賛（愛媛県美術館2010年5月～7月）
- 2011年 - 
  - 第2回教育ITソリューション（教育総合展EDIX/東京ビッグサイト）に出展
  - 上海国際見本市出展
- 2012年 - 第3回教育ITソリューション（教育総合展EDIX/東京ビッグサイト）に出展
- 2013年 - 
  - 電子黒板「しゃべるくん」スライド式 販売開始
  - ドイツ製「フンデガーk2i」大型全自動木材加工機導入
  - スライド式電子黒板とプロジェクター付電子黒板（多機能ボード）の特許取得
  - 第4回教育ITソリューション（教育総合展EDIX/東京ビッグサイト）に出展
- 2014年 - 第5回教育ITソリューション（教育総合展EDIX/東京ビッグサイト）に出展
- 2015年 - 
  - 第6回教育ITソリューション（教育総合展EDIX/東京ビッグサイト）に出展
  - rooms30に出展
  - ハイブリッド黒板アプリ「Kocri（コクリ）」リリース
  - 面白法人カヤックと業務提携
  - Kocriが「第12回 日本e-Learning大賞」大賞を受賞
  - Kocriが「2015年度 グッドデザイン賞」を受賞。「グッドデザイン・ベスト100」に選出
- 2016年 - 
  - 高知自治会館竣工。CLT加工・建て方を行う
  - アメリカテキサス州にて開催のSXSW（サウス・バイ・サウスウエスト）にKocriを出展
  - 第３・第４工場新設
  - 第7回教育ITソリューション（教育総合展EDIX/東京ビッグサイト）に出展
  - ウルトラワイドプロジェクター「ワイード」を販売開始
  - 映写対応サンヤクブルーグレー黒板発売開始
- 2017年 - 
  - SGEC森林認証制度のCoC（加工・流通）管理事業体として認証される
  - 第5工場新設。不燃木材製造事業を始める
  - 建築建材展（愛媛県ブース）に不燃木材を出展
  - 愛媛県教育委員会様主催 ICT教育推進事業「第2回ICTフェスタ」参加
  - Windows版タブレット／PC対応「Kocri for Windows」を発売
  - ワイード曲面対応機種「SP-UW360iR」販売開始
  - 第8回教育ITソリューション（教育総合展EDIX/東京ビッグサイト）に出展
  - 坂和寿忠社長に就任
  - 第1回関西教育ITソリューション（教育総合展EDIX）に出展
  - 関西ICT展に出展
- 2018年 - 
  - 第9回教育ITソリューション（教育総合展EDIX/東京ビッグサイト）に出展
  - 第2回関西教育ITソリューション（教育総合展EDIX）に出展
  - 授業AIアシスタント「JOSYU」を発表
  - 「ワイードソフトウェア」リリース
  - 新しいロゴマークと企業理念・行動指針を制定
  - 建築建材展に不燃木材を出展
- 2019年 - 
  - ワイード情報交流会を東京支店にて開催
  - 第10回教育ITソリューション（教育総合展EDIX/東京ビッグサイト）に出展
  - 第3回関西教育ITソリューション（教育総合展EDIX）に出展
  - 夏季経営計画発表会を愛媛にて初開催
  - Japan Home & Building Showに不燃木材を出展
  - 【創業100周年記念】冬季経営計画発表会をディズニーリゾートにて開催
- 2020年 - 
  - ISO9001:2015　認証の範囲および対象事業所拡大に伴い再認証取得（認証番号：JP30173-Q-3）
  - ワイード4000ルーメン機種「SP-UW4000」販売開始
  - Kocri for iOSダウンロード数10万突破
  - コロナでの休校支援による「Kocri」の無償提供実施、元先生の家庭学習動画シリーズ発表
  - 第11回教育ITソリューション（教育総合展EDIX/東京ビッグサイト）に出展
  - 第4回関西教育ITソリューション（教育総合展EDIX）に出展
  - 白華レス不燃木材がみらいのたね賞受賞
  - 新しいシンボルマークを制定
  - プロジェクターデジタルスライド機能の特許取得
  - 東京支店が東神田に移転
  - 武器作りチーム発足
  - オンライン学習のプラットフォーム 「SCHOOM」立ち上げ
  - リモートワークを運用開始、遠隔デモに対応
- 2021年 - 
  - 第12回教育ITソリューション（教育総合展EDIX/東京ビッグサイト）に出展
  - 第5回関西教育ITソリューション（教育総合展EDIX）に出展
  - 夏季経営計画発表会を開催
  - Japan Home & Building Showに不燃木材を出展
  - 冬季経営計画発表会を東温のART VILLAGE TOONにて開催
- 2022年 - 
  - 3D木造パブリックサイン「モクロゴ」の立体文字をとべ動物園に設置
  - 第13回教育ITソリューション（教育総合展EDIX/東京ビッグサイト）に出展
  - 第6回関西教育ITソリューション（教育総合展EDIX）に出展
  - 夏季経営計画発表会を西条の休暇村瀬戸内東予にて開催
  - ワイード導入台数が5000台突破
  - デザイン経営事業「四国デザインサミット」に参加
  - 冬季経営計画発表会を東京支店にて開催

## 教育ICT事業

### 取扱製品・サービス
- ウルトラワイド超短焦点プロジェクター「ワイード」- アスペクト比16：6 、黒板いっぱいに映せる超単焦点プロジェクター。画面サイズ（4：3）が、ちょうど二つ並ぶワイドな画面サイズで投影可能。 2系統の同時出力ができる為、デジタル教科書と実物投影機を並べて一度に見せることができる。
- 電子黒板「しゃべるくん」- 超短焦点型プロジェクターと、カナダSMART社製インタラクティブホワイトボード「SMART Board（スマートボード）」をサカワオリジナルの専用スタンドで「一体」にした製品。

- ハイブリッド黒板アプリ「Kocri（コクリ）」- チョークで書きながら、タブレットとプロジェクタを使って動画や画像を一瞬で黒板に映せる黒板と電子黒板の両面を兼ね備えているアプリ。
- 電子黒板取付工事

## 学校用黒板製造事業

### 取扱製品・サービス
- 学校用黒板 ／ ホワイトボード
- 映写対応サンヤクブルーグレー黒板 - プロジェクターの映像が映りやすいように、表面に特殊な加工を施してある映写対応黒板。黒板に映像を直接投影できるため、プロジェクターを使う際のマグネットスクリーンを貼る手間がなくなる。
- 掲示板

- 脚付 ／ 壁掛ホワイトボード
- 映写用スクリーン

## 木質構造建築事業

### 取扱製品・サービス
- 大規模木質構造
- 不燃木材

## その他
- 岡本太郎の明日の神話を修復する際、同社が作業場を提供し第2工場で修復作業が行われた[1]。